# Ungern i olympiska vinterspelen 1932
Ungern deltog med fyra deltagare vid de olympiska vinterspelen 1932 i Lake Placid.  Totalt vann de en bronsmedalj.

## Medaljer

### Brons
- Emília Rotter och László Szollás - Konståkning.